# Meta Scheele
Meta Scheele (* 25. Oktober 1904 in Uetersen; † 1. Juni 1942 in Erbach) war eine deutsche Romanschriftstellerin und Historikerin.

## Leben

### Kindheit und Jugend
Meta Scheele war die Tochter des späteren Schulrats und Heimatforschers Heinrich Julius Scheele (1876–1952) und dessen Frau Gertrud Henriette Friederike Scheele (geb. Lempfert). Sie wurde in Uetersen geboren und verbrachte dort ihre Kindheit. Ihr Bruder war Walter Scheele (1906–1978), der ab 1943 Hochschuldozent und Professor für Chemie an der Universität Hannover war. Meta Scheele wuchs später weiter in Ratzeburg auf (Ernst Barlach-Haus) und machte 1924 in Lübeck an der Ernestinenschule ihr Abitur.

### Frühwerk
Sie studierte von 1924 bis 1928 an den Universitäten Hamburg, Berlin und Göttingen Geschichte, Deutsch und Englisch. Im Jahr 1928 promovierte sie an der Universität Göttingen mit einer Arbeit über den Historischen Pyrrhonismus, die Tradition der Geschichtsskepsis in Frankreich und Deutschland. Die Dissertation wurde betreut von den Göttinger Historikern Alfred Hessel (1877–1939) und Arnold Oskar Meyer sowie dem Germanisten Rudolf Unger (1876–1942). Im Jahr 1930 erschien die Dissertation unter dem Titel Wissen und Glaube in der Geschichtswissenschaft. Studien zum historischen Pyrrhonismus in Frankreich und Deutschland in Carl Winters Universitätsbuchhandlung in Heidelberg als erste Monografie zur Geschichte des auf die Geschichte bezogenen Skeptizismus.

### Ehejahre
Meta Scheele heiratete am 28. Dezember 1930 in Ratzeburg ihren Kommilitonen Dr. phil. Werner Pleister (1904–1982). Er hatte 1927 in Göttingen mit einer Arbeit über Justus Möser promoviert (Die geistige Entwicklung Justus Mösers bis zur Abfassung der Osnabrückischen Geschichte 1762). Pleister und Scheele bewegten sich in einem nationalkonservativen Milieu und standen unter anderen in Kontakt zu dem nationalsozialistischen Kulturfunktionär Hans Grimm. Von 1932 bis 1937 leitete Werner Pleister, Mitglied der NSDAP, in Berlin die Literarische Abteilung des Deutschlandsenders, 1938 bis 1939 die Reichsstelle für den Unterrichtsfilm. 1937 wurde die Ehe zwischen Meta Scheele-Pleister und Werner Pleister geschieden. 

### Letzte Jahre
Meta Scheele verließ Berlin und lebte in den Folgejahren in Ratzeburg und Lübeck. Am 5. November 1938 wurde sie in die Nervenheilanstalt Strecknitz in Lübeck eingewiesen. Von dort wurde sie am 23. September 1941 in die Eichberg-Klinik bei Erbach/Eltville im Rheingau deportiert. Als Opfer der zweiten Phase der nationalsozialistischen „Euthanasie“, der Aktion Brandt, starb sie am 1. Juni 1942 in der Eichberg-Klinik.

## Werk
Zwischen 1930 und 1936 arbeitete Meta Scheele als Rezensentin und Feuilletonistin für diverse Zeitungen und Zeitschriften. Überdies publizierte sie mehrere Romane, zum Teil im Stil der Neuen Sachlichkeit (Frauen im Krieg, Gotha 1930; Der geliebte Klang, Berlin 1934), einen historischen Roman (Stier und Jungfrau, Leipzig 1936) und, in der Linie eines spezifisch deutschen Rembrandt-Kults, eine biographie romancée über Rembrandt van Rijn (Die Sendung des Rembrandt Harmenszoon van Rijn, Leipzig 1934, Berlin 1934 u.ö.; als Wehrmachtsausgabe posthum erschienen 1943/44). Damit führte sie ihre historischen Interessen fort und vermischte Geschichtsschreibung und Roman in einer Weise, die schon den in ihrer Dissertation behandelten historischen Pyrrhonisten als hochgradig problematisch erschienen war.

### Bibliografie
- Wissen und Glaube in der Geschichtswissenschaft. Studien zum historischen Pyrrhonismus in Frankreich und Deutschland. Heidelberg 1930.
- Auch ein Marienleben. Osnabrück 1928.
- Frauen im Krieg. Gotha 1930.
- Der geliebte Klang. Berlin 1934.
- Die Sendung des Rembrandt Harmenszoon van Rijn. Leipzig/Berlin 1934.
- Stier und Jungfrau. Leipzig 1936.